# Породний відвал
Поро́дний відва́л — склад породи на поверхні, видобутої попутно при підземній розробці родовищ корисних копалин або одержаної у процесі збагачення (хвости). Породний відвал — техногенний масив, що формується на спеціально відведеній площі з гірських порід, які добувають у процесі розробки родовища. Буває насипним або намивним.
При відкритій розробці горизонтальних і пологих покладів породних відвалів створюють у виробленому просторі кар'єру (внутрішні породні відвали), а при розробці крутоспадних покладів і розкритті будь-яких родовищ — за межами контуру кар'єру (зовнішні породні відвали).
При підземній розробці породні відвали відсипають поблизу або в межах промислових майданчиків шахт.
Комплекс механізмів та споруд для створення відвалу носить назву відвального або хвостового господарства. За способом формування насипні породні відвали кар'єрів поділяють на плужні, екскаваторні, бульдозерні і утворені багатоківшевими відвальними екскаваторами або конвеєрними відвалоутворювачами.

## Різновиди

Шахтні насипні породні відвали поділяють на відвали з канатною відкаткою у скіпах або вагонетках, з підвісними канатними дорогами, з конвеєрним транспортом, з авто- і залізничним транспортом.
За конфігурацією розрізняють конусні (терикони), гребінчасті, секторні і плоскі.
За іншою класифікацією відвали поділяють за:
- способом компоновки на висотні (створюються на рівній місцевості) та заглиблені (в природних та штучних заглибинах місцевості);
- видом транспортного обладнання на екскаваторні, бульдозерні, конвеєрні, рейкові (залізничні), з підвісними канатними дорогами, з автомобільним транспортом, з гідравлічним транспортом;
- формою штабеля — пласкі, хребтові, конічні, коноїдальні.

Конвеєрний відвал має форму коноїда. Конвеєр встановлюється на жорсткій рамі та по мірі росту відвалу просувається вперед на спеціальних напрямних. Рейковий коноїдальний відвал (терикон) створюється за допомогою вагонеток місткістю 1–1,5 м3 або скіпів місткістю 2 — 2,5 м3. Залежно від продуктивності створюють одно- або двоколійні рейкові лінії. Для пересування транспортних ємкостей використовуються одно та двобарабанні лебідки. По заповненню відвалу кінцева ферма, з якої розвантажують ємкість, просувається уперед за допомогою домкратів або лебідок. Недоліки коноїдальних відвалів: велика трудомісткість ремонтних робіт рейкових колій (деформуються при осіданні відвалу), складність переміщення кінцевих ферм, здатність териконів до горіння та вибуху.
Пласкі відвали створюють, як правило, за допомогою залізничних вагонів та автосамоскидів при груповому обслуговуванні декількох гірничих підприємств. При розвитку відвалу залізнична колію або автомобільний шлях переносять далі паралельно чи віялоподібно. Автомобільний транспорт є основним при створенні пласких відвалів у заглибленнях місцевості. Він ефективний при відносно невеликій продуктивності та малих (до 3–4 км) відстанях транспортування. При гідравлічному транспортуванні породи та хвостів відвали мають заглиблений характер. Заглиблення, у якому утворюється відвал, формується за допомогою штучних споруд. Гідровідвал (рис. 2) утворюється підпірною дамбою. Прояснена у процесі відстоювання вода через колодязь та дренажні труби насосною станцією перекачується для подальшого використання. Така система відвалу потребує подрібнення породи до крупності 25–60 мм та достатньої кількості води.
Для утворення відвалів породи використовують також підвісні канатні дороги маятникового та кільцевого типів. При розвантажуванні вагонеток пересувними відбійними пристроями в одному або декількох прогонах доріг утворюються хребтові відвали — однопрогінні, двопрогінні тощо (рис. 3). Для створення відвалу більшої площі та місткості змінюють трасу підвісної канатної дороги, отримуючи однопроменевий відвал, двопроменевий тощо. Зміна траси дороги досягається послідовним переносом або безперервним пересуванням кінцевої опори рейковою колією. У певних умовах (перетнута та забудована місцевість, значні відстані до відвалу тощо) відвали такого типу найбільш економічні. За існуючими нормами відвали, що знаходяться в експлуатації, огороджуються захисними зонами не меншими за 100 м при висоті відвалу до 60 м, 150 м при висоті від 60 до 80 м та 200 м при більших висотах. Для нових відвалів, що створюються, відстань від будівель загального призначення повинна складати не менше 500 м, від промислових будівель, не зв'язаних з експлуатацією відвала, — не менше 200 м, будівель, не зв'язаних з постійним перебуванням людей, — не менше 100 м. Перебування людей у захисній зоні заборонено.

## Фізико-хімічні процеси самозаймання породних відвалів
Відвал вважається палаючим, якщо на ньому наявний хоча б один осередок горіння з температурою порід на глибині до 2,5 м понад 80°С. Серед чинників, що безпосередньо впливають на небезпеку загоряння породних відвалів, виокремлюють: петрографічний і хімічний склад порід; високу рихлість порід, наявність тріщин; температурний режим місцевості, кількість сонячних днів та інтенсивність сонячної радіації; розташування відвалів на підвітряному боці місцевості; їхнє зволоження опадами; тривале стояння відвалів без рекультивації; площу ділянок, складених породами, схильними до самозаймання, що перебувають у контакті з атмосферою .

## Склад породних відвалів
Середній літологічний склад відвалів відображає склад вугленосної товщі. Це аргіліти (60-80%), алевроліти (10-30%), пісковики (4-10%), вапняки (рідко до 6%), а також значні домішки вугілля (6-20%) . Крім того, шахтні породні відвали містять істотну частку техногенних матеріалів: дерев’яне кріплення, металеві вироби, при відсипанні відвалів відбувається гравітаційна сегрегація породи. При цьому великі й важкі уламки концентруються біля підніжжя відвалів, а вуглиста речовина розподіляється нерівномірно. Відвальна маса вивчених шахтних териконів має зольність у межах від 57 до 99%, складаючи в середньому 88,5%. Вологість змінюється від 0,2% до 11,7%, складаючи в середньому 3,4%. Вміст загальної сірки у відвалах коливається від 0,01% до 10,9%, у складі загальної сірки переважає сірка сульфідна (84%) .
У складі відвальної породи міститься значна кількість неорганічних мінеральних речовин, які можуть викликати самозаймання. Негативними результатами цього процесу є: гальмування рекультивації внаслідок згорання саджанців деревних порід; виникнення зсувів та завалів; осередкове зростання температури оточуючого середовища; значні за об’ємом викиди механічних домішок, пилу та отруйних газів (СО2, SO2) в атмосферу  . 